# Liste der denkmalgeschützten Objekte in Sankt Martin im Sulmtal
Die Liste der denkmalgeschützten Objekte in Sankt Martin im Sulmtal enthält die 9 denkmalgeschützten, unbeweglichen Objekte der Gemeinde Sankt Martin im Sulmtal im steirischen Bezirk Deutschlandsberg. Ab 2015 sind in ihr auch jene Denkmäler enthalten, die sich in der bis 2014 bestehenden und mit St. Martin zusammengeschlossenen Gemeinde Sulmeck-Greith befanden.

## Denkmäler
| Foto |                 | Denkmal                                                                                       | Standort                                      | Beschreibung | Metadaten |
| ---- | --------------- | --------------------------------------------------------------------------------------------- | --------------------------------------------- | --- | --- |
| ja   | Datei hochladen | Mittelalterliche Wehranlage am Taborkogel HERIS-ID: 82522 Objekt-ID: 96351                    | Taborkogel Standort KG: Aigen                 | In der Natur ist die markante Form des Burghügels leicht zu erkennen. Ausgrabungen fanden die Vorburg mit Spitzgraben und Wall mit Palisaden und Reste von Wegen. Das Gipfelplateau misst ungefähr 40 Meter im Durchmesser. Es wird von einem Graben umgeben. Der Hügel einer Motte (Turmburg) im Nordwesten der Anlage, wo das Gelände in das dahinterliegende Bergland übergeht, wurde noch nicht untersucht. Er hat einen Durchmesser von etwa 15 Metern und ist ungefähr drei Meter hoch. Funde von Ofenkacheln auf dem Gipfelplateau des Taborkogels ließen auf einen großen Kachelofen schließen. Neben Keramik wurden Eisenteile (Armbrustbolzen, Hufeisen, Werkzeug, Möbelbeschläge, Messer etc.) gefunden. Als Besitzer der Anlage im 14. Jahrhundert wird die Familie Peuerl vermutet, die Burg gehörte zur Herrschaft Schwanberg, eine Verbindung mit dem Peuerlhof in Schwanberg wird angenommen. Anfang des 15. Jahrhunderts wird ihre Eroberung und Zerstörung vermutet. Die Ergebnisse der archäologischen Grabungen 1994 sind publiziert. Anmerkung: Die Fundstelle liegt auf einem Grundstück EZ 11 KG 61002 Aigen. | BDA-Hist.: Q38178657 Status: Bescheid Stand der BDA-Liste: 2025-06-30 Name: Mittelalterliche Wehranlage am Taborkogel GstNr.: 334 Taborkogel                                                 |
| ja   | Datei hochladen | Schloss Welsberg HERIS-ID: 7694 Objekt-ID: 3634                                               | Dietmannsdorf 1 Standort KG: Dietmannsdorf    | Am Standort des Schlosses wird ein festes Haus mit Mauern und Wassergräben vermutet, zu dessen Schutz die versumpften Niederungen des Sulmtals gehörten. Später befand sich an der Stelle ein Lehenhof, der sich wegen der sumpfigen Umgebung nicht gut als Meierhof eignete und seinen Besitzern keine nennenswerten Erträge brachte. 1592 ist ein Burgfried „am Pergl im Sulmtal“ erwähnt, der sich auf eine halbe Stunde (Fuß-)Weg im Umkreis erstreckte. 1679 wurde das „guettl Pergl, anjezo Welspergl genannt“ von Hans Adam Welser zum Fideikommiss der Welser von Welsersheimb bestellt. Ein Schlossbau entstand um 1687. 1745 brannte die Anlage ab und wurde unter Leopold Karl Graf Welsersheimb im Rokokostil wiederaufgebaut, allerdings nicht fertiggestellt. Die Westhälfte ist nicht ausgebaut. Im Erdgeschoß befindet sich eine Kapelle mit Fresken aus der Bauzeit, für die mehrfach Messlizenzen bestanden hatten. Über einige Jahrzehnte verfügte das Schloss über einen eigenen Hauskaplan. Einige Hundert Meter westlich des Schlosses liegt auf demselben Geländerücken die ebenfalls denkmalgeschützte paläolithische Freilandstation Kaiserriegel. Anmerkung: Das Schloss liegt auf einem Grundstück der EZ 190 KG 61152 Dietmannsdorf. | BDA-Hist.: Q21863943 Status: Bescheid Stand der BDA-Liste: 2025-06-30 Name: Schloss Welsberg GstNr.: .1/1 Schloss Welsberg, Dietmannsdorf                                                    |
| ja   | Datei hochladen | Katholische Pfarrkirche hl. Martin HERIS-ID: 7542 Objekt-ID: 3478                             | Standort KG: Dörfla                           | Die Kirche ist 1244 erstmals erwähnt, ab 1395 bis in das 16. Jahrhundert war sie Pfarrkirche, danach Filiale von Gleinstätten. Seit 1788 ist sie wieder Pfarrkirche. Ein barocker, nach Norden orientierter Kirchenneubau erfolgte 1701–1714. Der Turm, der 1664/65 erbaut worden war, blieb dabei bestehen, er erhielt 1783 einen Doppelzwiebelhelm. In der Turmhalle befindet sich das spätgotische Portal aus dem 16. Jahrhundert der alten, nach Osten orientierten früheren Kirche. Eine Restaurierung wurde 1906 vorgenommen. Der große spätbarocke Hochaltar wurde 1823/24 verändert. Sein Oberbild zeigt den hl. Nepomuk. Der Katharinenaltar wird in das erste Viertel des 18. Jahrhunderts datiert, der südliche Seitenaltar in die Zeit gegen 1700, die Kanzel in das vierte Viertel des 17. Jahrhunderts. An der Außenwand der Sakristei befinden sich zwei Steine aus römischer Zeit. Als Entstehungszeit der Glocke wird das 14. Jahrhundert genannt. Anmerkung: Die Kirche liegt an der Sulmtal Straße B 74 auf einem Grundstück der EZ 46 KG 61008 Dörfla. | BDA-Hist.: Q27902889 Status: § 2a Stand der BDA-Liste: 2025-06-30 Name: Katholische Pfarrkirche hl. Martin GstNr.: .7 Pfarrkirche hl. Martin, Sankt Martin im Sulmtal                        |
| ja   | Datei hochladen | Grabhügelgruppe Hartwald-Graschach HERIS-ID: 12597 Objekt-ID: 8746                            | Hartwald in Graschach Standort KG: Graschach  | Die Fundstelle dokumentiert ein größeres hallstattzeitliches Siedlungsgebiet. Es wurden neben einer Reihe von Grabhügeln und Keramikgruben auch Reste von anderen Anlagen wie z. B. Wölbäckern gefunden, die auf eine frühe Verwendung von Pflügen deuten. Die Anlage dieser Äcker wird als Versuch gedeutet, den im Allgemeinen nassen und dichten Boden dieses Gebietes zu lockern und trockener zu halten. In der Natur sind keine Reste erkennbar. Ob Bodenunebenheiten im Wald auf historische Grabhügel, spätere menschliche Eingriffe oder natürliche Abläufe (Erosion usw.) zurückzuführen sind, ist ohne fachkundige Führung nicht zu unterscheiden. Die Fundstelle liegt im Hartwald in Graschach, südlich von Dornach auf mehreren Grundstücken. Das früher in diesem Zusammenhang ebenfalls als denkmalgeschützt genannte Grundstück Nr. 581 auf EZ 26 ist seit 2023 als eigene Fundstelle gesondert unter Denkmalschutz gestellt. | BDA-Hist.: Q38133961 Status: Bescheid Stand der BDA-Liste: 2025-06-30 Name: Grabhügelgruppe Hartwald – Graschach GstNr.: 587/1, 587/2, 592                                                   |
| ja   | Datei hochladen | Graschach, römischer Grabhügel (Hartwald) HERIS-ID: 252095seit 2023                           | Hartwald in Graschach Standort KG: Graschach  | Es handelt sich um die Fundstelle der römischen Grabanlage, die früher gemeinsam mit der Grabhügelgruppe Hartwald-Graschach als hallstattzeitliche Fundstelle unter Denkmalschutz stand. Anmerkung: Koordinaten grundstücksgenau | BDA-Hist.: Q119231448 Status: Bescheid Stand der BDA-Liste: 2025-06-30 Name: Graschach, römischer Grabhügel (Hartwald) GstNr.: 581                                                           |
| ja   | Datei hochladen | Katholische Pfarrkirche St. Ulrich in Greith HERIS-ID: 7692 Objekt-ID: 3632                   | Standort KG: Kopreinigg                       | Eine Kirche an diesem Standort ist urkundlich 1430 erwähnt. Seit 1892 ist sie Pfarrkirche, davor war sie als Filialkirche („Local-Curatie“) des damaligen Dekanates Schwanberg bereits seit 1790 berechtigt, pfarrliche Rechte in vollem Umfang auszuüben. 1743 wurde das Kirchenschiff neu gebaut, 1838 der gotische Chor abgetragen und neugebaut, eine Restaurierung erfolgte 1960. Die geringen Fundamentreste des gotischen Chores wurden 1999 archäologisch untersucht. Die Deckenfresken stammen aus dem Jahr 1960. Der Fassadendachreiter wird in das Jahr 1765 datiert, sein Helm auf 1915. Das Nordportal trägt eine Datierung aus 1743. Anmerkung: Das Kirchengebäude liegt auf einem Grundstück der EZ 43 KG 61123 Kopreinig. | BDA-Hist.: Q27919510 Status: § 2a Stand der BDA-Liste: 2025-06-30 Name: Katholische Pfarrkirche St. Ulrich in Greith GstNr.: .76/1 Pfarrkirche St. Ulrich in Greith, Kopreinigg              |
| ja   | Datei hochladen | Paläolithische Freilandstation Kaiserriegel HERIS-ID: 112310 Objekt-ID: 130423seit 2014       | Standort KG: Oberhart                         | Diese archäologische Fundstelle einer steinzeitlichen Freilandstation liegt auf einer Kuppe auf demselben Höhenrücken (parallel zum Tal der Schwarzen Sulm) wie das einige Hundert Meter östlich in Dietmannsdorf gelegene, ebenfalls denkmalgeschützte Schloss Welsberg. In der Natur sind auf dem über 5,6 ha großen Grundstück ohne fachkundige Führung keine Reste erkennbar, die Fundstelle erstreckt sich mit zwei Fundschwerpunkten über 100 m. Im Fundbericht wird die Stelle als erste gesichert jungpaläolithische (spätaurignacienzeitlich) Freilandstation südlich des Alpenhauptkammes in Österreich beschrieben und ihr überregionale Bedeutung zuerkannt. Fundstücke wie Knollenhornstein aus dem Reiner Becken lassen auch eine jüngere (eventuell kupferzeitliche) Besiedlung vermuten. Anmerkung: Die Stelle liegt auf einem Grundstücke der Einlagezahl 81 KG 61078 Oberhart. | BDA-Hist.: Q37830419 Status: Bescheid Stand der BDA-Liste: 2025-06-30 Name: Paläolithische Freilandstation Kaiserriegel GstNr.: 416/2 Freilandstation Kaiserriegel St. Martin Sulmtal Styria |
| ja   | Datei hochladen | Grabhügelgruppe und römerzeitliches Siedlungsgebiet Otternitz HERIS-ID: 12589 Objekt-ID: 8737 | Otternitz Standort KG: Otternitz              | Die Fundstelle umfasst Gräber aus der römischen Kaiserzeit. Sie ist in der Natur nur an Bodenunebenheiten erkennbar, ohne fachkundige Führung sind keine Details aufzufinden. Eine Hinweistafel mit erklärenden Texten ist vorhanden. Anmerkung: Die Stelle liegt auf den Grundstücken mehrerer Grundbuchskörper (Einlagezahlen): Nr. 62/1 EZ 4, Nr. 63/1 EZ 119, Nr. 63/2 EZ 96 und Nr. 75/1 EZ 99 KG 61047 Otternitz. | BDA-Hist.: Q105640214 Status: Bescheid Stand der BDA-Liste: 2025-06-30 Name: Grabhügelgruppe und römerzeitliches Siedlungsgebiet Otternitz GstNr.: 62/1, 63/2, 75/1, 63/1                    |
| ja   | Datei hochladen | Römerzeitliches Hügelgräberfeld Sulb HERIS-ID: 96485 Objekt-ID: 111990                        | bei Sulb 137 (Leibenstelzl) Standort KG: Sulb | Das Gräberfeld gilt als eines der größten norisch-pannonischen Hügelgräberfelder. Es sind ungefähr 40 Gräber dokumentiert. Die Fundstelle ist in der Natur nur an Bodenunebenheiten erkennbar, eine Reihe von Grabhügeln ist zerstört. Ohne fachkundige Führung sind keine Details aufzufinden. Eine Hinweistafel mit erklärenden Texten ist vorhanden. Ob hügelförmige Bodenunebenheiten auf das historische Gräberfeld, auf spätere menschliche Eingriffe oder auf natürliche Erosion zurückzuführen sind, ist in der Natur nicht erkennbar. Anmerkung: Die Fundstelle liegt auf den Grundstücken mehrerer Grundbuchskörper (Einlagezahlen): Das Grundstück Nr. 183 bei EZ 31 und das Grundstück Nr. 184/2 bei EZ 271, beide KG 61058 Sulb. | BDA-Hist.: Q37768171 Status: Bescheid Stand der BDA-Liste: 2025-06-30 Name: Römerzeitliches Hügelgräberfeld Sulb GstNr.: 184/2, 183                                                          |